# Succinivibrio dextrinosolvens
Succinivibrio dextrinosolvens ist ein Bakterium. Es ist an der im Pansen von Wiederkäuern ablaufenden Verdauung beteiligt.

## Merkmale
Die Zellen von Succinivibrio dextrinosolvens sind an den Enden zugespitzte, gekrümmte Stäbchen mit einer Breite von 0,4–0,6 μm  und einer Länge von 1,0–7,0 μm. Sie sind schraubenförmig verdreht, mit weniger als einer Windung bis zu drei oder mehr Windungen pro Zelle. In künstlichen Medien im Labor können nach einiger Zeit auch gerade oder nur leicht gekrümmte Zellen auftreten. Die schraubenförmigen Zellen besitzen ein einzelnes, polares Flagellum. Sporen werden nicht gebildet.

## Stoffwechsel
Succinivibrio dextrinosolvens ist chemo-organotroph, d. h. es nutzt  organische Stoffe zur Ernährung, so wie es z. B. auch bei Säugetieren der Fall ist. Eine Atmung findet allerdings nicht statt, die Art ist strikt anaerob. Die Energiegewinnung erfolgt stattdessen durch die Fermentation (auch als Gärung bezeichnet). Kohlenhydrate, wie z. B. Glucose (Traubenzucker), werden zu Succinat (Anion der Bernsteinsäure), Acetat (Essigsäure), Formiat (Ameisensäure) und teilweise Laktat (Milchsäure) fermentiert. Nitrat wird nicht reduziert. Der Katalase-Test verläuft negativ.

## Systematik
Succinivibrio dextrinosolvens wurde im Jahr 1956 von Marvis P. Bryant und Nola Small zum ersten Mal beschrieben. Zu der Gattung Succinivibrio zählt außerdem noch die im Jahr 2022 beschriebene Art Succinivibrio faecicola (Stand Mai 2024).
Die Gattung wird zu der Familie der Succinivibrionaceae der Gammaproteobacteria gestellt. Basierend auf Untersuchungen der 16S-rRNA wurde diese Familie 1999 von dem deutschen Mikrobiologen Hans Hippe aufgestellt. Sie umfasst gram-negative, strikt anaerobe und keine Sporen bildenden Bakterien. Zu dieser Familie zählen außerdem noch z. B. die Gattungen Anaerobiospirillum, Ruminobacter, Succinatimonas und Succinimonas (Stand Mai 2024).

## Etymologie
Der Gattungsname Succinivibrio beruht auf der Bildung von Succinat (Anion der Bernsteinsäure) und der Zellgestalt, es handelt sich um gekrümmte Stäbchen, diese werden allgemein als Vibrionen bezeichnet (nicht zu verwechseln mit der Gattung Vibrio). Der Artname S. dextrinosolvens ist abgeleitet von der Zuckerkette Dextrin und dem lateinischen Wort solvens (deutsch: lösend). Die Art nutzt das Polysaccharid Dextrin für die Ernährung.

## Ökologie
Succinivibrio dextrinosolvens wurde im Pansen von Rindern und Schafen gefunden, vor allem, wenn getreidehaltige Futtermittel mit großen Mengen an Stärke gefüttert werden. Im Pansen von Wiederkäuern führen Bakterien und auch Einzeller und Pilze die wesentlichen Prozesse zur Verdauung von Cellulose durch. Succinivibrio dextrinosolvens scheint hierbei einen wichtigen Beitrag zum Abbau von Dextrinen zu leisten und nutzt somit ihren Wirten. Bei Dextrinen handelt es sich um Zuckerketten basierend auf Glucose, die in der Länge zwischen Oligosacchariden und Stärke liegen. Außer Stärke können noch andere, in großen Mengen im Futter enthaltende, leicht zu vergärende Kohlenhydrate das Wachstum innerhalb des Pansen stark fördern. Succinivibrio und auch die zur gleichen Familie zählende Art Succinimonas amylolytica spielen hier eine wichtige Rolle bei der Verdauung der Wirte durch die Bildung von Acetat und Succinat. Das Acetat wird vom Wirt absorbiert und letztendlich im Stoffwechsel von Fettsäuren genutzt. Succinat wird wahrscheinlich vom Wiederkäuer für die Bildung von Propionat genutzt. Das Formiat, ebenfalls von Succinivibrio gebildet, scheint ein weiteres wichtiges Zwischenprodukt in der im Pansen ablaufenden Gärung zu sein. Es wird von den ebenfalls an der Gärung beteiligten Methan bildenden Bakterien (methanogene Bakterien) genutzt. Diese Bakterien sind für die Bildung von Methan durch die Wiederkäuer verantwortlich.
Succinivibrio besiedelt ihre Wirte kurz nach der Geburt. Die Populationen des Bakteriums reagieren stark auf Veränderung der Ernährung, Alterung und Umwelt des Wirtes.
Succinivibrio, wie auch Succinimonas, wurde selten auch in anderen Habitaten als im Verdauungstrakt von Wiederkäuern gefunden. So wurde es aus dem Blut von Patienten mit Magendarmkrankheiten isoliert. Das Bakterium scheint also auch im Darmtrakt vom Menschen vorzukommen, wenn auch nur in geringer Häufigkeit.
Es wurde auch im Dickdarm von Schweinen mittels Analyse von 16S rRNA nachgewiesen.